# Chur
Chur (njemački: Chur, francuski: Coire, talijanski: Coira, retoromanski: Cuira ili latinski: Curia Raetorum) je grad u Švicarskoj i glavni grad kantona Graubündena. Grad Chur leži na desnoj strani Rajne i vrijedi kao najstariji grad u Švicarskoj.

## Gradske četvrti
- Fürstenwald
- Masans
- Spitäler
- Lachen
- Lacuna
- Bahnhof
- Altstadt
- Mittenberg
- Sand
- Araschgen
- Brambrüesch
- Kornquader
- Rheinquartier
- Obere Au
- Rossboden
- Plankis

## Vanjske poveznice
- http://www.chur.ch, službena stranica na njemačkom.